# Дежан
Дежан (рум. Dejan) је село у општини Моравица, која припада округу Тимиш у Републици Румунији. Током његовог постојања, угарске власти су село званично називале Dezsánfalv. Негде између 1855-1872. године у званичним списима се наводи алтернативан назив места - Degsanova или Degaxanova, у вршачком срезу. Насеље је значајно по присутној српској националној мањини у Румунији.

## Положај насеља
Село Дежан се налази у источном, румунском Банату, на 10 km oд Србије и од граничног прелаза код Ватина. Село се налази на месту где равничарски део Баната прелази у заталасана побрежја.

## Историја
По "Румунској енциклопедији" место Дежан је настало на темељу некадашњег српског села званог Радован (Радованц). Оно се помиње под тим именом и 1717. године, када је пописано 20 кућа. Румуни који су се ту убрзо доселили прешли су село Мраморак у српском делу Баната. Када су Срби и Румуни морали да напусте место Моравицу дошли су ту 1786. године. Назив села је узет према управнику који је дозволио да се ту населе - Јосиф Дежан. У два маха 1821. и 1829. године колонизовани су Мађари који су временом постали већински нард током 19. века.
Место Дежан помиње Ерлер царски ревизор у Банату, 1774. године, када га назива по претходном имену - "Радованц". То село је било тада већински румунско, и налазило се у Жамском округу, Вршачког дистрикта. По другом извору, Дежан је наводно насељен тек између 1781. и 1810. године, судећи по православној цркви грађеној 1790-1793. године. Током већег дела свог постојања место се звало Дежанфалва, и било је спахијски посед. "Благородни" Теодор Ђука земљодржац Дежанфалски је 1831. године у Пешти набавио књигу о мађарском праву. По Елеку из 1839. године ту посед од 48 3/8 кметовски парцела, држи спахија Теодор Ђука "от Дежанфалве" са братом Константином.
По подацима из 1905. године Дежан је мала општина, у Вршачком срезу. Каже се да је насељена пре стотину година. Ту живи 876 становника у 170 домова. Срба православаца има 158 душа (или 18%) са 49 кућа. Од јавних здања у месту помињу се тада: српска православна црква, римокатоличка црква, једна српска народна и једна државна школа.
У том селу код Моравице, живи мешовито становништво, у верском погледу има 270 католика и 378 православаца. Православци имају своју једну православну цркву. Зна се да су зографи су осликали дежанску цркву 1767. године. Храм посвећен празнику Петровдану (апостолима Петру и Павлу) је освећен тек 1805. године, а нови иконостас који је озидан и са поређаним појединачним иконама, добила судећи по ктиторском запису на царским дверима 1814. године. Те двери су резбарене, осликане и позлаћене трошком ктитора Јована Мештеровића, трговца из оближње Моравице.
По извештају из 1857. године село Дежан има 1009 становника, атар је са површином 4727 кј и 2075 кв хв, а поседник Теодор Ђука. У породици Ђука било је неколико официра попут Диомеља (1840), Еугена (1792-1805). Породица је временом све више осиромашивала и губила позиције у друштву. По листи вирилаца Крашо-северинске жупаније, на 39-ом месту се 1887. године нашао Арпад Ђука из Дежанфалве, са пореском основицом од само 595 ф.
По државном шематизму православног клира 1846. године у Дежанфалви, селу са 355 православних душа, постоји православна црква посвећена Петровдану. Православно парохијскоУ њој служи један свештеник Михаил Зарић, а све црквене матичне књиге се воде тек од 1831. (или од 1853?) године.
Парох Зарић је 1847. године је био купац популарне књиге тог времена "Богомољке" од Коцебуа. По попису Карловачке митрополије у српској парохији Дежану, која припада Вршачкој епархији, је 1866. године било 299 православних Срба. Та парохија је једина и рангирана у врло сиромашну шесту класу. Између два пописа 1847. и 1867. године број православних душа опада: са 312 спао је на 293. Њена црквена општина је деценијама у јадном финансијском положају, и редовно тражи и добија финансијску помоћ од црквених власти и поједница, пожртвованих Срба. Када су Срби Дежанци хтели у зиму 1895. године да оправе храм, наложено им је да распишу "јавну лицитацију на мањак". По једном попису у Дежану је 1900. године било 158 Срба православаца.
Почетком 20. века у Дежану је организована српска православна црквена општина, али скупштина није редовна, председник је Илија Матић, а перовођа учитељ. Црква се тада налазила у "врло рђавом стању", са три звона у торњу. Постојао је парохијски дом и парохијска земљишна сесија од 29 кј. Парохија је била најниже шесте платежне класе, а парох је јеромонах Партеније Стаић као администратор, који служи пет година у месту. Постоји и српско православно гробље, а црквено-општински посед је износио 32 кј. земље.
У Дежану је постојала српска, па онда мешовита, српско-румунска школа, све до подржављења свих школа у АУ 1877. године. Од тада постоји опет самостална српска вероисповедна школа, која је подређена вршачком епархијском школском одбору. Године 1842. у Дежану је било упражњено српско учитељско место, а 1859. и 1866. тражен је сада учитељ у српско-румунској школи са основном платом од 100 ф. Поп Михаил је био директор и катихета те народне школе, а 25 ученика држао "српски учитељ" Урош Поповић. Српски народни учитељ забележен 1862. године је био Ђорђе Живановић. Црквена општина дежанска је 1891. године тражила помоћ за издржавање српске народне школе, при којој се изводила и настава у тзв. пофторној школи. Следеће 1892. године било је упражњено место за једног учитеља, са платом која није повећава три деценије. Школско здање је грађено 1901. године, а ту је и школски врт. Дежанску школу је 1905. године похађало мало деце; њих 35 је пратило редовну наставу, а у пофторну школу је ишло осам ученика старијег узраста. Када је у лето те године расписан стечај за учитеља, нуђена основна плата је износила 600 круна (300 ф). Познати дежански учитељи почетком 20. века били су: Стеван Марковић родом из Кишфалубе (1906-1907), Сава Веселица (од 1907), Пера Новаковић (1909-)...
Дежански католици (Швабе и Мађари) нису до 1851. године имали свог пароха. Од 1803. године село је било филијала (са још три места) католичке парохије у Стамори. По извештају католичке Чанадске бискупије из 1821. године у Дежанфалви је било 444 католика и 224 православца. Патрон стаморанске парохије био је спахија Петар Маленица, а католички парох Стефан Беде. Пре осамостаљивања, Дежанфалва је остала једина стаморанска филијала, са 648 верника, као што се види из описа из 1842. године. Матична католичка парохија је формирана 1851. године, и о тад парох Коста Иштван води све матичне католичке књиге. Службу изводи на немачком или мађарском језику. По једном извештају у Дежану је 1858. године било око 600 католика и око 400 православних житеља.

## Становништво
По последњем попису из 2002. године село Дежан имало је 266 становника. Последњих деценија број становништва опада.
Село је од давнина било вишенародно, а месни Срби су одувек били мањина. Данас је њихов број симболичан, а слична судбина задесила је и немачку и мађарску заједницу у селу. Национални састав према појединим пописима био је следећи:
| Година пописа | 1910. год.  | 1992. год.  | 2002. год.  |
| Укупно ст.    | 963         | 245         | 266         |
| Срби          | 187 (19,4%) | 28 (11,4%)  | 16 (6,0%)   |
| Румуни        | 137 (14,3%) | 170 (69,4%) | 218 (82,0%) |
| Мађари        | 569 (59,1%) | 44 (18,0%)  | 31 (11,7%)  |
| Немци         | 64 (6,6%)   | - (0,0%)    | - (0,0%)    |
| остали        | 6 (0,6%)    | 1 (0,4%)    | 1 (0,4%)    |